# Enrique Granados (Wasserballspieler)
Enrique Granados Gal (* 12. Juli 1898 in Ripollet; † 29. Juli 1953 in Madrid) war ein spanischer Wasserballspieler.

## Karriere
Granados wurde 1898 als Sohn des Komponisten und Pianisten Enrique Granados in Ripollet geboren. 1920 nahm er erstmals an Olympischen Spielen teil. In Antwerpen erreichte er mit der spanischen Nationalmannschaft den achten Rang. Vier Jahre später wurde er bei den Spielen in Paris mit der Wasserballnationalmannschaft erneut Achter.
Neben dem Wasserballsport war er auch als Schwimmer aktiv – so wurde er 1923 spanischer Meister über 100 m Freistil. Sein Sohn Enrique Granados nahm 1952 ebenfalls an Olympischen Spielen teil.